# Oreobolus
Oreobolus es un género de plantas herbáceas con 17 especies aceptadas, de las 23 descritas, pertenecientes a la familia de las ciperáceas. Se distribuye desde Costa Rica a Argentina y Chile, Australia, Nueva Zelanda, Malasia, Hawái y Tahití.

## Descripción
Son plantas perennes cespitosas o pulviniformes. Tallos obtusamente trígonos. Hojas basales numerosas, espiraladamente dísticas, rígidas, acanaladas, compuestas de una vaina abierta, una parte pecioliforme (seudopecíolo) angosta a veces inconspicua y una lámina 1-nervia, los márgenes espinulosos hacia el ápice agudo, negro-pardusco. Inflorescencia oculta entre las hojas, terminal pero pareciendo axilar a causa de las ramas laterales que salen inmediatamente por debajo de la inflorescencia, ebracteada, compuesta de 1 espiguilla solitaria o de 2-5 espiguillas dispuestas racemosamente con 1-2 brácteas con vainas cerradas. Espiguillas bisexuales con 1 flor aparentemente terminal. Glumas 3-5, foliiformes, equitantes. Flores bisexuales; perianto de 6 escamas en 2 verticilos, las escamas triangulares u ovado-oblongas, agudas, 1-nervias, escábrido-cilioladas, persistentes en el raquis; estambres 3; estigmas 3. Aquenios más o menos estipitados.

## Taxonomía
El género fue descrito por Robert Brown y publicado en Prodromus Florae Novae Hollandiae 235–236. 1810. La especie tipo es: Oreobolus pumilio R.Br.

## Especies aceptadas
A continuación se brinda un listado de las especies del género Oreobolus aceptadas hasta febrero de 2014, ordenadas alfabéticamente. Para cada una se indica el nombre binomial seguido del autor, abreviado según las convenciones y usos.
- Oreobolus acutifolius S.T.Blake
- Oreobolus ambiguus Kük. & Steenis
- Oreobolus cleefii L.E.Moro
- Oreobolus distichus F.Muell.
- Oreobolus ecuadorensis T.Koyama
- Oreobolus furcatus H.Mann
- Oreobolus goeppingeri Suess.
- Oreobolus impar Edgar
- Oreobolus kuekenthalii Steenis ex Kük.
- Oreobolus obtusangulus Gaudich.
- Oreobolus oligocephalus W.M.Curtis
- Oreobolus oxycarpus S.T.Blake
- Oreobolus pectinatus Hook.f.
- Oreobolus pumilio R.Br.
- Oreobolus strictus Berggr.
- Oreobolus tholicarpus D.I.Morris
- Oreobolus venezuelensis Steyerm.